# Peppino Mazzotta
Peppino Mazzotta, pseudonimo di Giuseppe Mazzotta (Domanico, 20 maggio 1971), è un attore italiano.

## Biografia
Nato a Domanico, comune dell'immediato hinterland di Cosenza, è stato studente di architettura all'università di Reggio Calabria; per caso si iscrive ad una scuola di recitazione a Palmi, segnando di fatto la sua vita con una delle passioni più grandi che abbia mai conosciuto: l'arte drammatica. In seguito, a Napoli, forma la compagnia Rosso Tiziano insieme ad altri cinque colleghi dell'Accademia di Palmi, con i quali ha lavorato in ben 10 anni di attività.
Nel 2003 fonda, insieme al drammaturgo e sceneggiatore Francesco Suriano, e Elisabetta Nepitelli Alegiani, organizzatrice, la compagnia teatrale Teatri del Sud.
La sua carriera si divide tra teatro, cinema e televisione. Il ruolo più duraturo nel tempo per Peppino Mazzotta è stato quello nella serie Il commissario Montalbano, in cui ha interpretato l'ispettore Giuseppe Fazio a partire dal primo episodio della serie, del 1999, fino all'ultimo episodio, del 2021. La serie è una fedele trasposizione filmica dei libri di Andrea Camilleri.
Nell'estate 2012, nella rassegna teatrale, "Positano Teatro Festival - Premio Annibale Ruccello", riceve il premio Annibale Ruccello con lo spettacolo teatrale Radio Argo. Nel novembre 2014 ha ottenuto un riconoscimento dal premio nazionale Vincenzo Padula ad Acri.
Nel 2014 è nel ruolo di un imprenditore colluso con la criminalità calabrese nel film Anime nere di Francesco Munzi presente alla 71ª Mostra internazionale d'arte cinematografica di Venezia. Per questo film viene candidato, assieme ai coprotagonisti Fabrizio Ferracane e Marco Leonardi, al Nastro d'argento al migliore attore protagonista.
In vista delle elezioni europee del 2019 manifesta il proprio sostegno a “La Sinistra”, lista che comprende Sinistra Italiana, Rifondazione Comunista, L'Altra Europa con Tsipras, Convergenza Socialista, Partito del Sud e Transform! Italia. Nel 2021 partecipa al film A Classic Horror Story.
All'inizio del 2022 pubblica L'azzardo, in collaborazione con Igor Esposito. Nello stesso anno interpreta il giudice Giovanni Falcone nella miniserie Solo per passione - Letizia Battaglia fotografa.

## Teatro
- La Torre D'Avorio
- Radio Argo
- Requiescat
- L'arrobbafumu
- Alè Alè Cita
- A cascia 'nfernali
- Tomba di cani
- Illuminato a morte
- Il Tartuffo
- Il decimo anno
- La bisbetica domata
- La Celestina
- L'agnello del povero
- Molto rumore per nulla
- Giulio Cesare
- Anime morte

## Filmografia

### Cinema
- Domenica, regia di Wilma Labate (2001)
- Prima del tramonto, regia di Stefano Incerti (2004)
- Certi bambini, regia di Andrea e Antonio Frazzi (2004)
- Il pugile e la ballerina, regia di Francesco Suriano (2006)
- La velocità della luce, regia di Andrea Papini (2008)
- Cado dalle nubi, regia di Gennaro Nunziante (2009)
- Noi credevamo, regia di Mario Martone (2010)
- Tienimi stretto, regia di Luca Fortino (2011)
- La misura del confine, regia di Andrea Papini (2011)
- Piacere... Io sono Piero!, regia di Enzo Carone (2012)
- Anime nere, regia di Francesco Munzi (2014)
- Gramsci 44, regia di Emiliano Barbucci (2016)
- Rimetti a noi i nostri debiti, regia di Antonio Morabito (2018)
- Aspettando la Bardot, regia di Marco Cervelli (2018)
- A Classic Horror Story, regia di Roberto De Feo e Paolo Strippoli (2021)
- I pionieri, regia di Luca Scivoletto (2022)
- I nostri ieri, regia di Andrea Papini (2023)
- Spiaggia di vetro, regia di Will Geiger (2025)

### Televisione
- Il commissario Montalbano - serie TV (1999-2021)
- Sant'Antonio di Padova - film TV (2002)
- Paolo Borsellino - miniserie TV (2004)
- Distretto di Polizia, regia Lucio Gaudino – serie TV, episodio 5x11 (2005)
- R.I.S. - Delitti imperfetti, regia di Alexis Sweet - serie TV, episodio 3x01 (2007)
- Il capitano - serie TV, 8 episodi (2007)
- Per una notte d'amore - film TV (2008)
- Crimini 2 - serie TV, episodio Niente di personale (2010)
- Squadra antimafia - serie TV, episodi: 2x02, 2x05 (2010)
- La mia bella famiglia italiana, regia di Olaf Kreinsen – film TV (2013)
- Un mondo nuovo, regia di Alberto Negrin (2014)
- Lampedusa - Dall'orizzonte in poi - fiction - regia di Marco Pontecorvo (2016)
- Solo - serie TV (2016-2018)
- Liberi sognatori - Una donna contro tutti, regia di Fabio Mollo - film TV (2018)
- Bastardi a mano armata, regia di Gabriele Albanesi - film Prime Video (2021)
- A Classic Horror Story, regia di Roberto De Feo e Paolo Strippoli - film Netflix (2021)
- Il cacciatore, regia di Davide Marengo - serie TV, episodio 3x05 (2021)
- Sempre al tuo fianco, regia di Marco Pontecorvo e Gianluca Mazzella – serie TV (2024)
- Sara - La donna nell’ombra – serie TV, regia di Carmine Elia, episodi 1x04-1x05-1x06 (2025)